# Proteste studentesche in Iran del luglio 1999
Le Proteste studentesche del luglio 1999 furono una serie di manifestazioni in Iran che causarono un numero imprecisato di morti (da 1 a 5) e arresti (1200-1500), dal 7 al 13 luglio.
Le cause sono da ricercare principalmente nella chiusura da parte delle autorità iraniane del quotidiano di impronta riformista Salam, censurato il 6 luglio.
Migliaia di studenti universitari scesero in piazza a Teheran per protestare contro la censura (che aveva colpito, e avrebbe colpito successivamente, diversi altri soggetti giornalistici e politici).

Al rifiuto degli studenti di tornare alle loro classi e nei dormitori, vi fu una escalation di violenza. I testimoni oculari ricordano ancora giovani uomini e donne rinchiusi dentro gabbie montate sui furgoni diretti verso le carceri.
Il capo della polizia Mohammad Baqer Qalibaf, il generale Qasem Soleimani e altri 14 ufficiali scrissero una lettera al presidente riformista Mohammad Khatami, avvertendo che avrebbero aperto il fuoco contro gli studenti se non avessero fermato la loro protesta.
Il principale attacco contro gli studenti ebbe luogo in un dormitorio della Amir Abad Avenue a Teheran. La polizia attaccò gli studenti nel cuore della notte, gettando diversi di loro dai piani alti dell'edificio. Le forze dell'ordine diedero inoltre fuoco alle stanze del dormitorio e distrussero gli effetti personali degli studenti.
Il cortile del dormitorio si riempì così di corpi feriti o senza vita.
Il presidente Khatami si rifiutò di sostenere gli studenti, che descrisse come "un insulto al sistema e ai suoi valori." Fu un importante punto di rottura tra i riformisti di governo e gli studenti.